# 무슬림 시오니즘
무슬림 시오니즘(Muslim supporter of Israel)은 이스라엘의 시오니즘을 지지하는 무슬림들을 말한다. 일반적으로 아랍 세계에서는 매우 소수이다.

## 개요
아랍세계에서는 소수지만 시오니스트들이 꾸준히 존재하였다. 이들은 이슬람권에서 시오니즘과 이스라엘을 지지한다는 의견을 밝히고 있다. 일반적으로는 이란을 포함한 중동권에서 반이스라엘과 반시오니즘 감정은 매우 흔한 일이다.

## 역사

### 이스라엘 건국 이전
이스라엘의 건국 이전부터, 이스라엘 건국의 당위성을 지지하는 무슬림들을 존재했다. 11940년 팔레스타인 해방기구 창립자의 부친인 아사드 슈키리는 이스라엘 건국의 지지를 공공연하게 밝혔다.

### 이슬람권의 시오니스트
거의 대부분의 무슬림들은 팔레스타인을 지지하고 시오니즘에 대해서 매우 회의적인 편이다. 하지만 PKK당을 제외한 대부분 쿠르드인들은 유대인들과 시오니스트들에게 매우 호의적인 편이다

## 아랍권에서의 공격
유투브에 시오니즘을 지지하는 영상을 올리는 모함마드 자비라는 이스라엘인이 있었다. 그는 2015년 초 나사렛에서 아랍인 또래로부터 공격을 받았다. 그들은 그가 시오니즘을 지지한다면서 위협을 주었다.

## 같이 보기
- 시오니즘
- 무슬림